# Jean-Baptiste Debret

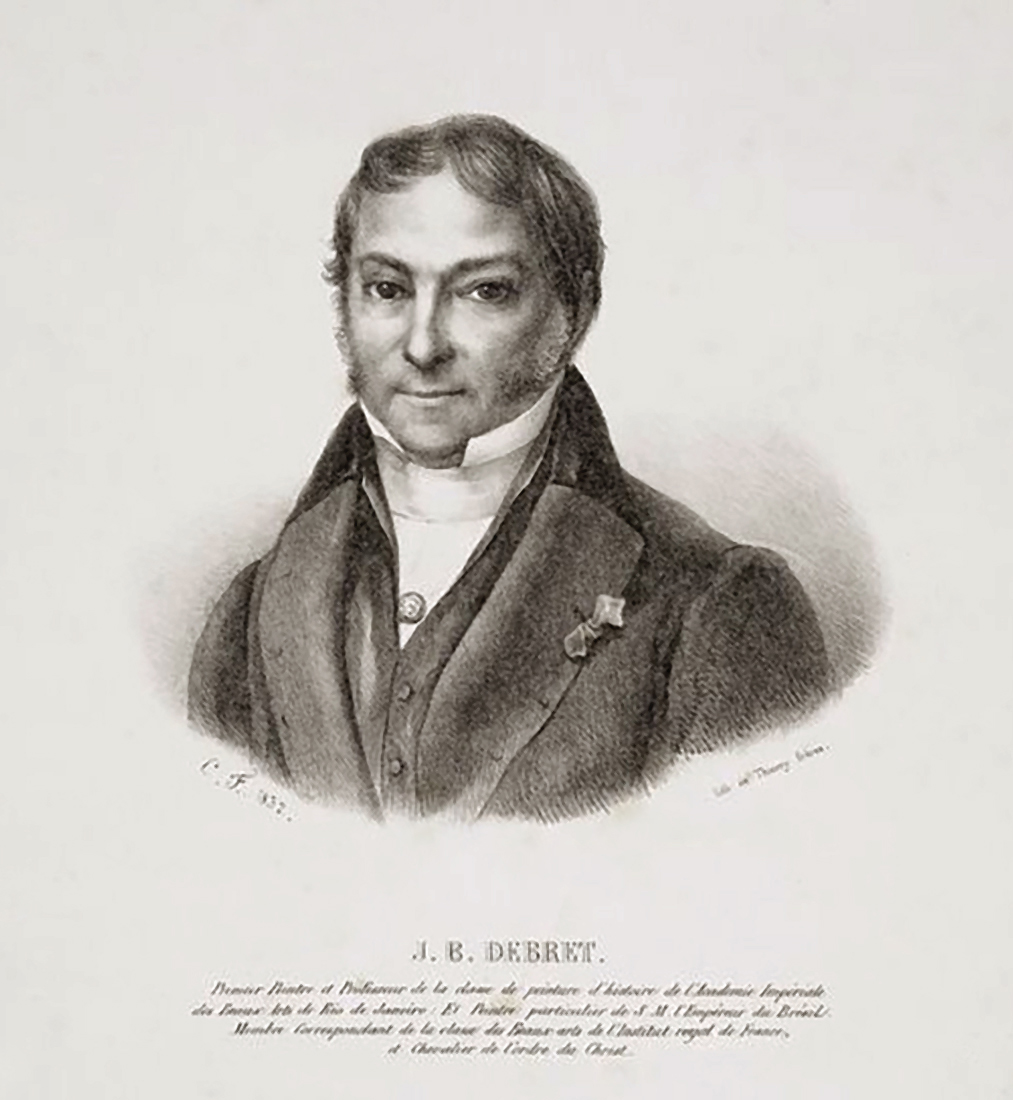
Autoritratto

Jean-Baptiste Debret (Parigi, 18 aprile 1768 – Parigi, 28 giugno 1848) è stato un pittore francese.

## Biografia

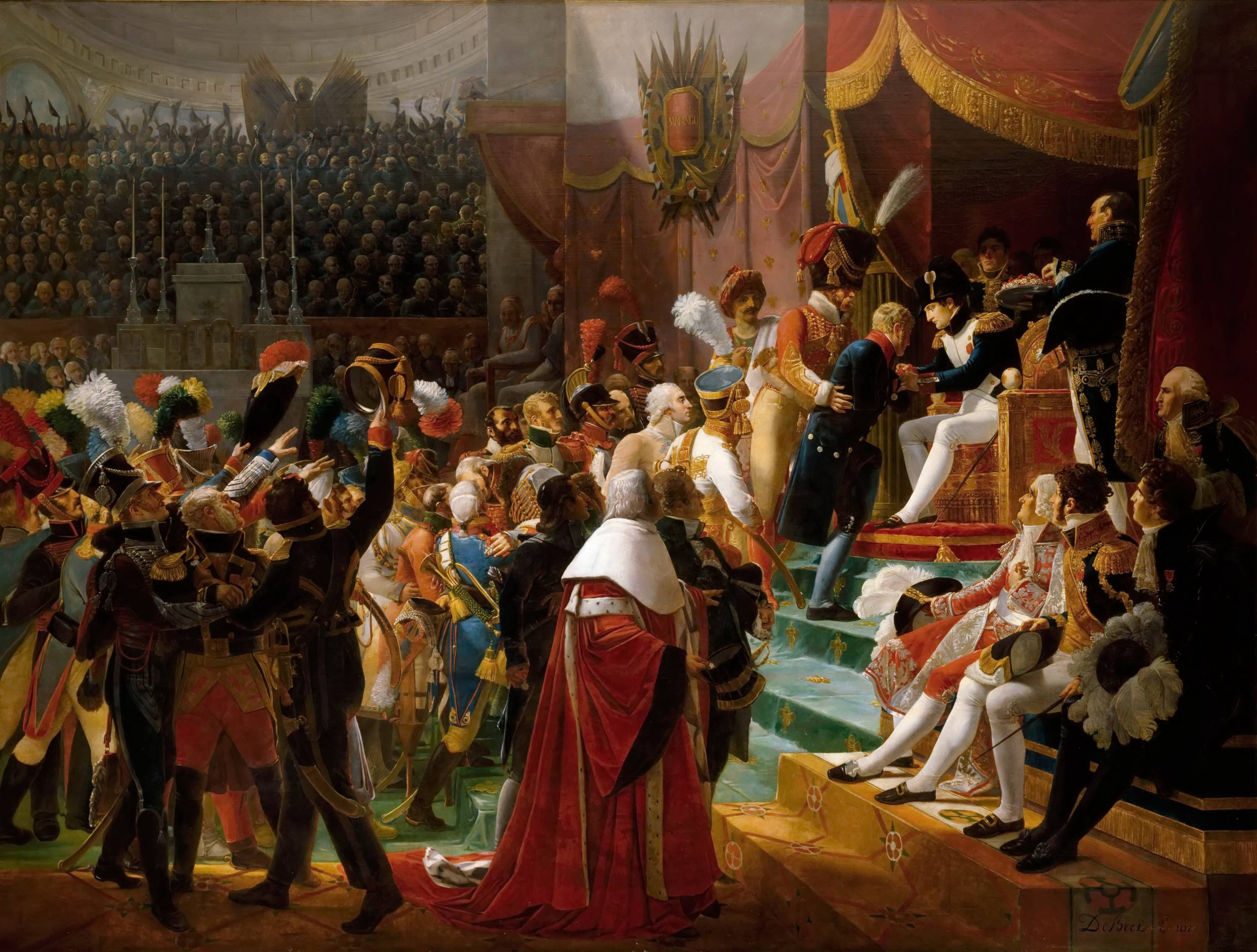
Prima distribuzione della Legion d’onore

Jean-Baptiste era figlio di Jacques Debret, funzionario del Parlamento francese appassionato di storia naturale e di arte, e fratello di François Debret (nato nel 1777), un architetto membro dell'Institut de France. Era anche cugino di Jacques Louis David (1748-1825), il capo della scuola pittorica neoclassica. Studiò nel Liceo Louis-le-Grand e poi all'École des Beaux-Arts di Parigi, sotto la direzione di David. Come il fratello François entrò all'Institut de France e nel 1791 ottenne il secondo Prix de Rome con il quadro Regolo torna a Cartagine.
La Rivoluzione francese, impegnata nella guerra contro gli Stati europei, aveva necessità di ingegneri militari: alcuni tra gli studenti più brillanti furono scelti per far loro seguire i corsi di ingegneria. Tra questi era Debret ma gli studi di ingegneria non gli impedirono di occuparsi ancora di pittura: al Salon del 1798 espose la grande tela Il generale messeno Aristomeno liberato da una ragazza, con la quale ottenne il secondo premio, e in quello del 1804 espose Il medico Erasistrato scopre la causa della malattia del giovane Antioco.
Nel 1805, da soggetti tratti dalla storia antica, Debret passò a soggetti di storia contemporanea, esponendo al Salon Napoleone rende omaggio al coraggio sfortunato, che ricevette una menzione onorevole dell'Institut de France. Nel 1808 è la volta di Napoleone a Tilsitt decora un soldato russo con la Legion d'onore, nel 1810 il Napoleone parla alle truppe, nel 1812 Prima distribuzione delle croci della Legion d'onore nella chiesa degli Invalidi. Del resto Napoleone era un autentico mecenate per artisti come Debret e David, sostenendo e finanziando la diffusione dell'arte neoclassica.

### La missione artistica in Brasile: il «Voyage Pittoresque et Historique au Brésil»

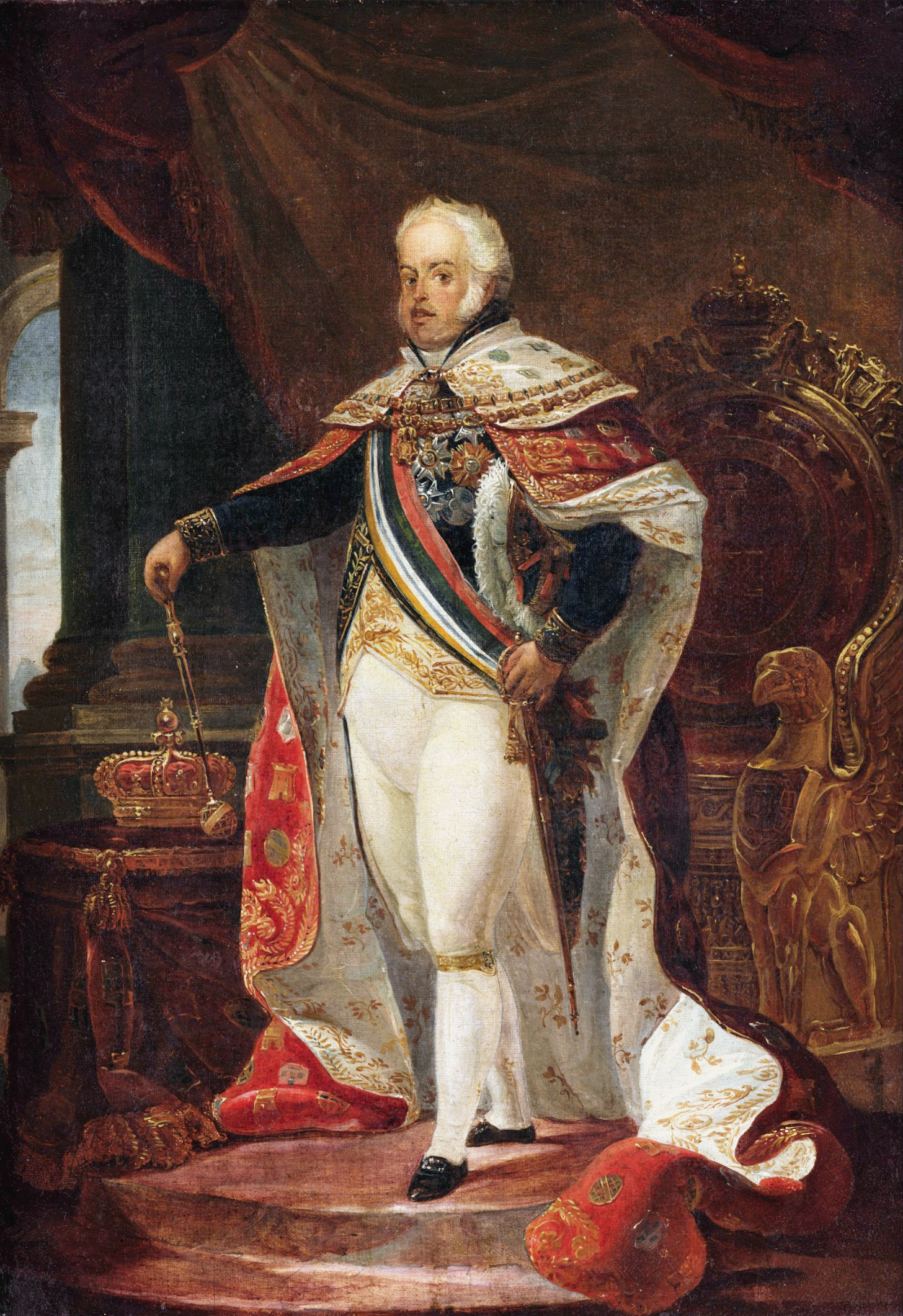
Ritratto di re Giovanni VI

La disfatta di Napoleone nel 1815 fu un duro colpo per gli artisti neoclassici che videro perdere il principale sostenitore finanziario e ideologico della loro arte; un colpo ancora più grave fu, per Debret, la perdita dell'unico figlio, morto a soli 19 anni.
In quell'epoca, egli e l'architetto Grandjean de Montigny furono invitati a partecipare a una missione di artisti francesi che doveva partire per la Russia a richiesta dello zar Alessandro I, ma nello stesso tempo s'andava preparando a Parigi una missione per il Brasile, su richiesta del re Giovanni VI, organizzata da António de Araújo y Azevedo, conte da Barca, che cercava artisti che si occupassero della creazione di una Accademia di Belle Arti. Debret – come Grandjean de Montigny – scelse il Brasile e s'imbarcò a Le Havre il 22 gennaio 1816: il veliero nordamericano Calpe che conduceva la missione attraccò in Brasile il 26 marzo 1816.

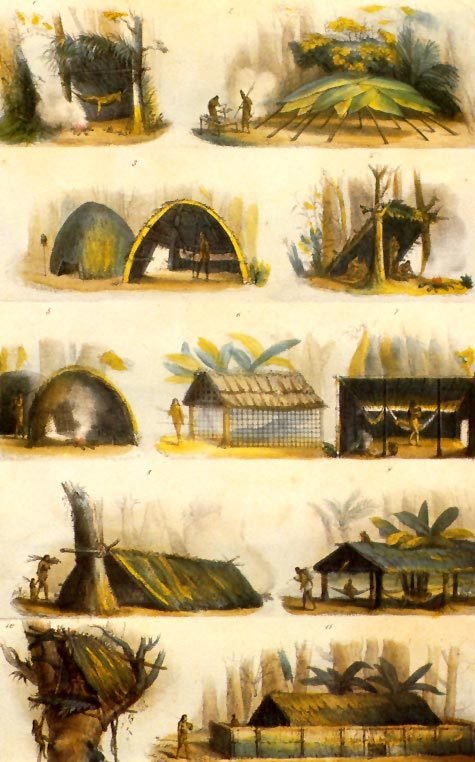
Diverse forme di capanne

Il frutto della permanenza di 15 anni di Debret in Brasile fu il libro Voyage Pittoresque et Historique au Brésil, ove il pittore rivela la profondità della relazione, personale ed emotiva, acquisita nel paese americano.
Nel 1831 Debret rientrò in Francia per ragioni di salute. Il libro fu pubblicato a Parigi tra il 1834 e il 1839, col titolo Voyage pittoresque et historique au Brésil, ou Séjour d'un artiste français au Brésil, depuis 1816 jusqu'en 1831 inclusivement, époques de l'avènement et de l'abdication de S.M.D. Pedro Ier, fondateur de l'empire brésilien: comprende 153 illustrazioni, accompagnate ciascuna da un testo che spiegano ogni immagine.
Il titolo è una sorta di compromesso: l'aggettivo «storico» intende sottolineare la serietà scientifica alla base del lavoro e il «pittoresco» intende alludere allo svago che il lettore può ricavarne, alla stregua degli almanacchi allora in voga in Europa. Il Voyage si divide in tre volumi: nel primo, del 1834, mostra gli indigeni, la foresta e la vegetazione del paese; il secondo, del 1835, rappresenta gli schiavi neri impegnati nel lavoro nelle città e nelle campagne; il terzo, del 1839, presenta scene di vita quotidiana, manifestazioni culturali, cerimonie e feste tradizionali e religiose.
Con quest'ultimo volume Debret cercò di offrire ai lettori europei un panorama che andasse oltre la curiosità esotica o la storia naturale. Egli volle creare un'opera di storiografia, mostrando in dettaglio la formazione culturale di un popolo e di una nazione, rappresentando il passato di quel paese e lo sviluppo della cultura e dei costumi civili e religiosi. In conseguenza, il suo libro resta un contributo importante per il Brasile ed è tuttora consultato dagli storici che vi cercano le rappresentazioni di vita quotidiana - in particolare, a Rio de Janeiro - nella prima metà del XIX secolo.

## Tra Neoclassicismo e Romanticismo

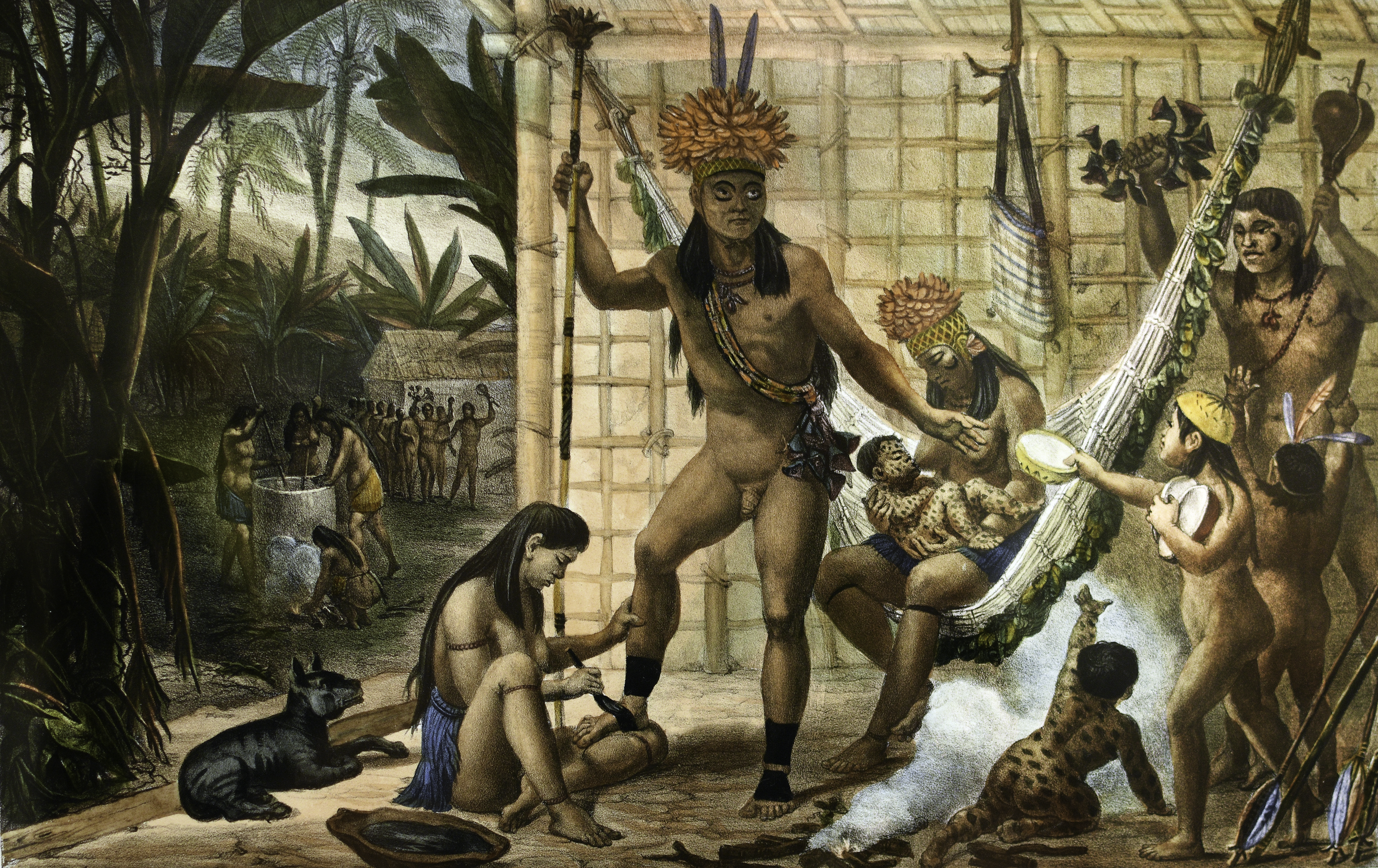
Una famiglia di Camacani si prepara a una festa

Malgrado la formazione neoclassica Debret può essere considerato un artista di transizione al Romanticismo. Le rappresentazioni degli indigeni - idealizzati, forti, con tratti ben definiti, in pose spesso eroiche - sono manifestazioni chiare di neoclassicismo, ma i testi che accompagnano le immagini del Voyage mostrano caratteristiche romantiche. Egli si oppone sostanzialmente al razionalismo e alla severità neoclassica, difende la libertà creativa e privilegia l'emozione. Le opere romantiche privilegiano l'individualismo, le sofferenze dell'amore, la religiosità cristiana, la natura, i temi e il passato nazionale. Nei testi debretiani, la relazione stabilita con le scene è essenzialmente romantica: un neoclassico avrebbe rappresentato la scena con assoluta fedeltà, e Debret è in questo un neoclassico; ma un romantico proietta la sua luce in ciò che osserva intorno a sé ed è proprio quello che fa Debret negli scritti che accompagnano i suoi acquerelli: essi sono delle interpretazioni; nei testi, Debret interpreta secondo il suo spirito ciò che riproduce fedelmente con l'immagine.
I suoi acquerelli possiedono il tipico carattere delle rappresentazioni fatte da viaggiatori in cerca di paesaggi esotici, ma la sua arte, formata nell'ufficialità parigina, conserva il carattere solenne proprio dei pittori della Francia napoleonica.
Un critico d'arte francese ha scritto: «L'importanza maggiore dell'opera di Debret, oltre al valore di un insegnamento che avrebbe presto portato i suoi frutti, risiede paradossalmente nella sua capacità di registrare anche quello stava sul punto di scomparire. Questo non impedì al pittore di storia di mettere in scena due incoronazioni e di rappresentare nei suoi acquerelli la prima corte di una dinastia americana».

### Debret, Diderot e l'Illuminismo
Nel Voyage Pittoresque et Historique au Brésil si può notare una forte influenza illuministica, dell'Encyclopédie di Diderot in particolare, come dimostra il suo interesse per i caratteri del quotidiano - la rappresentazione delle case, dei capanni, del lavoro e dei suoi mezzi - informazioni attraverso le quali si dà al lettore il senso della vita e dell'anima di un popolo, secondo i criteri che ispirarono la composizione della celebre enciclopedia, che si pensa che Debret abbia tenuto presente durante l'elaborazione del suo Voyage.

## Opere
- Dijon, Musée Magnin, Les Fruits du nouveau Monde, 1822
- Rouen, Musée des Beaux-Arts, Le Médecin Érasistrate découvrant la cause de la maladie d'Antiochus, 1804
- Musée national du château de Versailles, Napoléon rend hommage au courage malheureux
- Musée national du château de Versailles, Entrevue de Napoléon et du prince Dalberg à Aschaffenburg
- Musée national du château de Versailles, Napoléon décore le grenadier Lazareff à Tilsitt
- Musée national du château de Versailles, Napoléon haranguant les troupes bavaroises et wurtembourgeoises à Abensberg
- Musée national de la Légion d'honneur, Première distribution des croix de la Légion d'honneur